# 邢崇智
邢崇智（1927年8月9日—2000年3月3日），河北涉县人。中华人民共和国政治人物。
初中文化。1943年担任小学教员。此后历任安阳地委青委宣传部部长。1949年，进入中央团校和中国共青团中央组织部工作。1970年，改任中华人民共和国农林部畜牧局局长，农业部政治部主任。1979年，升任中华人民共和国农业部副部长。1980年，改任中共河北省保定地委第一书记。1982年，升任中共河北省委副书记。次年，升任省委书记。